# Täby fögderi
Täby fögderi avsåg den lokala skattemyndighetens verksamhetsområde i nuvarande Täby och Vallentuna kommuner mellan åren 1967 och 1991. Efter detta år omorganiserades skatteväsendet och fögderierna ersattes av en skattemyndighet för varje län - i detta fall den för Stockholms län. År 2004 gick verksamheten upp i det nybildade Skatteverket.
Täby fögderi föregicks av flera mindre fögderier, vilka sedermera även delvis hamnade under Sollentuna, Danderyds, Lidingö och Norrtälje fögderier.
- Sollentuna, Vallentuna och Danderyds fögderi (1720-1852)
- Sollentuna, Vallentuna, Färentuna och Danderyds fögderi (1853-1881)
  - Vaxholms fögderi (1882-1917)
    - Danderyds fögderi (1918-1946)
      - Åkers fögderi (1946-1948)
        - Lidingö-Täby fögderi (1949-1966)

  - Långhundra, Seminghundra, Ärlinghundra och Vallentuna fögderi (1882-1885)
    - Stockholms läns västra fögderi (1886-1917)
      - Värmdö fögderi (1918-1931)
      - Danderyds fögderi (1932-1946)
      - Åkers fögderi (1946-1948)
      - Svartsjö fögderi (1949-1966)
      - Mellersta Roslags fögderi (1946-1966)